# Chiesa di Sant'Agata Vergine e Martire (Santarcangelo di Romagna)
La chiesa di Sant'Agata Vergine e Martire è la parrocchiale della frazione di Montalbano a Santarcangelo di Romagna, in provincia di Rimini. Appartiene al vicariato di Savignano-Santarcangelo della diocesi di Rimini e risale al XIV secolo.

## Storia
Quando Papa Innocenzo VI eresse il vicariato di Santarcangelo, nel 1357, venne citata la chiesa come parrocchia già esistente. In quel periodo era sussidiaria della pieve di San Giovanni in Compito.
Tra il 1610 ed il 1618 venne ristrutturata in modo completo, demolita e ricostruita con nuovo aspetto da basilica, con ampia sala a tre navate, cioè con dimensioni adatte alle esigenze della popolazione di fedeli.
Nel XX secolo fu oggetto di un nuovo e definitivo intervento restaurativo con la riparazione dei danni che si erano evidenziati nel periodo precedente. Vennero ricostruiti gli altari, rifatte le ampie vetrate in stile romanico, sistemata la volta interna e decorata la parte presbiteriale.
Dopo il secondo conflitto mondiale è stata oggetto di un importante lavoro di ripristino generale, con la ricostruzione di quasi tutte le parti dell'edificio.

## Descrizione

### Esterno
Il complesso di Sant'Agata è costituito dalla chiesa, dalla canonica e dalla torre campanaria romanica. La chiesa, che ha orientamento verso est, ha il prospetto principale preceduto da un ampio piazzale. La torre campanaria si trova sulla destra, e presenta una cella che si apre con quattro finestre a monofora.

### Interno
All'interno vi sono tre navate. Il catino absidale, leggermente rialzato, è arricchito strutturalmente da colonne e semicolonne ioniche e da stucchi. La pavimentazione è in cotto.